# Clepsis canariensis
Clepsis canariensis is een vlinder uit de familie bladrollers (Tortricidae). De wetenschappelijke naam is voor het eerst geldig gepubliceerd in 1896 door Rebel.
De soort komt voor in Europa.